# 对南京大屠杀的否认
对南京大屠杀的否认是否认日本军队曾在抗日战争期间在南京市屠杀了数十万中国军民的事实，这是中日关系史上极具争议的事件。一些历史学家接受东京法庭关于日军在南京战役后所犯暴行的范围和性质的调查结果，但其他历史学家不接受。然而在日本，关于大屠杀的程度和性质一直存在争议，也由此引发了日本和中国之间的关系复杂化。在中国，否认大屠杀被视为日本右翼势力抬头从而导致日本全国不愿承认其侵略行为并为其道歉的影响的一部分。中日双方对死亡人数的估值差异很大，从40,000人到200,000以上不等。一些学者，尤其是日本的历史修正主义者认为实际死亡人数要低得多或者根本没有发生，一部分言论甚至认为这起事件是中共和国民党为了攻击日本、隐瞒历史真相和间接正当化中国对维吾尔人和藏民的歧视政策而从头到尾所捏造的。这些对杀戮的历史修正主义式否认已成为日本右翼民族主义的主要话术之一。